# Шопрон (футбольный клуб)
ФК «Шопрон» (венг. Sopron) — профессиональный венгерский футбольный клуб из города Шопрон. Клуб был основан в 1921 году.

## Хронология названий
- 1921: Шопрон Soproni Sport Egyesület
- 1945: Шопрони Пошташ Soproni Postás Sport Egyesület
- 1991: Шопрони ТСЕ Soproni Távközlési Sport Egyesület
- 1994: МАТАВ Шопрон Magyar Távközlési Vállalat Sport Club Sopron
- 1998: МАТАВ Шопрон Magyar Távközlési Vállalat Football Club Sopron
- 2000: МАТАВ Компак Шопрон Magyar Távközlési Vállalat Football Club Compaq Sopron
- 2002: МАТАВ Шопрон Magyar Távközlési Vállalat Football Club Sopron
- 2005: Шопрон Футбольный клуб «Шопрон»

## История
Клуб был основан в 1921 году. Является частью спортивного общества «Шопрон». Впервые вышел в высшую лигу чемпионата Венгрии в сезоне 2000-01 годов, под руководством тренера Симона Тибора. Наивысшего пятого места в чемпионате достиг в сезоне в 2003-04 годов. Дебют клуба в Еврокубках состоялся в 2004 году в Кубке Интертото. В 2005 году клуб стал обладателем кубка Венгрии в финале обыграв «Ференцварош» со счетом 5:1. В сезоне 2007-08 годов клуб покинул высший дивизион, позже был объявлен банкротом и расформирован. В следующем сезоне был воссоздан вновь. В сезоне 2018—2019 клуб занял последнее двадцатое место во втором венгерском дивизионе, выиграв лишь три матча из тридцати восьми, и вылетел в третью по значимости национальную лигу.

## Достижения
- Кубок Венгрии
  - Обладатель (1): 2005

## Статистика выступлений в еврокубках

### Кубок Интертото
| Сезон | Соревнования    | Раунд        | Страна | Клуб        | Дома | На выезде | Итог |
| ----- | --------------- | ------------ | ------ | ----------- | ---- | --------- | ---- |
| 2004  | Кубок Интертото | Первый раунд | Чехия  | Теплице     | 1-0  | 1-3       | 2-3  |
| 2006  | Кубок Интертото | Второй раунд | Турция | Кайсериспор | 3-3  | 0-1       | 3-4  |

### Кубок УЕФА
| Сезон   | Соревнования | Раунд            | Страна  | Клуб               | Дома | На выезде | Итог |
| ------- | ------------ | ---------------- | ------- | ------------------ | ---- | --------- | ---- |
| 2005/06 | Кубок УЕФА   | Второй кв. раунд | Украина | Металлург (Донецк) | 0-3  | 1-2       | 1-5  |